# Martha Zein Sánchez
Martha Zein Sánchez (Lampertheim, 1962) és una periodista, cineasta, documentalista i narradora alemanya, resident a Mallorca des de l'any 2004.
Després d'anys d'exercir com a reportera i columnista en diversos mitjans escrits com El País, El Independiente o El Sol, Martha Zein va ser membre fundadora de l'equip d'investigació d'Antena 3, dirigit per Carlos Estévez, on es va especialitzar en dictadures militars i cops d'estat.
L'any 2000 va crear la seva pròpia productora audiovisual, Producciones Orgánicas, segell sota el qual va dirigir documentals per TVE i Canal Arte.
Com a escriptora i investigadora ha publicat assajos relacionats amb el món islàmic, la geopolítica de l'Orient Mitjà, els drets de les dones, l'impacte del neoliberalisme en les relacions afectivo-sexuals i la literatura de viatges. En els seus llibres desmitifica la situació de les dones al món arabomusulmà, denuncia l'auge del fonamentalisme i promou els valors de l'ecofeminisme.

## Llibres
- Te puedo (amb Analía Iglesias, Los Libros de la Catarata, 2019)[2]
- Lo que esconde el agujero (amb Analía Iglesias, Los Libros de la Catarata, 2018)[3]
- No es la religión, estúpido (amb Nazanín Armanian, Ediciones Akal, 2017)
- Irán, la revolución constante (amb Nazanín Armanian, Flor del viento, 2012)
- El Islam sin velo (amb Nazanín Armanian, Ediciones del Bronce, 2009)
- Irak, Afganistán e Irán: 40 respuestas al conflicto de Oriente Próximo (amb Nazanín Armanian, Lengua de trapo, 2007)
- Un español en mi cama (amb Nazanín Armanian, La Esfera De Los Libros, 2005)
- Solo las diosas pasean por el infierno: retrato de la mujer en los países musulmanes (amb Azade Kayani, Flor del viento 2002)